# Автогамія
Автогамія (від авто… і грец. — шлюб):
1. Самозапилення й самозапліднення у вищих рослин. Полягає в потраплянні пилку на приймочку тієї самої квітки і наступному злитті статевих клітин — гамет, що належать одній і тій самій особині. Автогамія властива багатьом злаковим, бобовим, хрестоцвітим та ін[1].
2. Самозапліднення в одноклітинних організмів. Полягає у злитті двох так званих генеративних ядер, що утворюються в одній клітині. Спостерігається у діатомових водоростей, слизових споровиків, деяких амеб та ін.
3. Самозапліднення при синхронному гермафродитизмі у деяких тварин (нематоди, деякі гельмінти)[2].

При автогамії як найтіснішій формі інбридингу відбувається злиття однакових гамонтів. При цьому можливі два випадки: гамонт утворює або статеві клітини, які зливаються між собою — цитогамна автогамія, або тільки статеві ядра, які парами об'єднуються в синкаріон — аутогамна автогамія.